# 李榮安
李榮安，MH，大學教授，於1998年任職香港教育學院，歷任教育基礎學院首任院長、教育政策與行政學系主任、社會科學系主任以及公民教育中心主任。2005年，李教授受聘於澳洲悉尼大學，出任教育與社工學院教授及人文及社會科學學院國際發展總監。1998年加入教院前，他曾是香港大學教育學院副院長及比較教育研究中心首任總監。2003年，他獲香港政府頒授榮譽勳章，並獲中華教育藝術研究會與中國教育發展論壇向他授予「鑄魂育人」銅獎。
2007年，他接替不獲續約的莫禮時出任香港教育學院署理校長，直至2007年12月。期間，李榮安與團隊撰寫教育學院《發展藍圖》。2007年6月28日通過校董會向香港政府呈交申請，要求將學院正名為「香港教育大學」。教育學院於其校刊《學教喜悅》稱："本校的《發展藍圖》是他的心血結晶，而他也是校內同仁在尋求升格為大學的聚焦人物"。其後，他繼續在香港教育學院擔任首席副校長與比較教育學講座教授。 同年，他獲選編入南京師範大學德育學人庫。2010年，他獲委任為新加坡國立教育學院教育研究院院長暨教育學教授。同年，他獲選為世界比較教育聯合議會(World Council of Comparative Education Societies)會長。該會有40年歷史，以及40個來自世界各地的比較教育學會成員。他也是該會40年來首任華裔會長。同年，他獲香港國際創價學會頒授香港國際創價學會獎。2014年，李榮安獲委任香港公開大學副校長(行政與發展)及比較教育學講座教授。
2017年9月，李榮安獲邀擔任鄭州大學首席教授、博士生導師，期間創立中原教育發展中心，並擔任開創主任；同時創立國際比較公民道德教育研究中心，並擔任開創主任。2019年，成功舉辦教育與發展：戰略政策與21世紀素養國際論壇，邀得17位中外國際學術權威擔任主題演講，轟動一時。2019年3月1日，李榮安接受新加坡新躍社科大學(Singapore University of Social Sciences)的邀請，擔任校長室部門教授。4月1日履身該校成人學習學院院長(Executive Director, Institute for Adult Learning)一職。該學院本屬新加坡政府SkillsFuture Singapore管轄，从4月1日起加盟社科大學，成為該大學的一所“自主院校”(Autonomous Institute)，亦是轟動一時的新聞。